# جان بلکینگ
جان آنتونی راندل بلکینگ (۱۹۲۸–۱۹۹۰؛ به انگلیسی: John Anthony Randoll Blacking) یکی از چهره‌های تاریخ موسیقی‌شناسی و انسان‌شناسی اجتماعی است. او در طی دوران آموزش خود با پژوهشگران مطرحی مانند می یر فورت، هوگ تریسی و آندره شفنر کار کرد.
بلکینگ پژوهش‌های میدانی بسیاری را در زمینه موسیقی‌شناسی قومی در میان قوم گوئمبه در تونگو و قوم انسنگا آ در زامبیا و بخش‌های از اوگاندا در جنوب آفریقا و نیز مطالعاتی در زمینه انسان‌شناسی را در ژوهانسبورگ و مناطق اطراف آن به انجام رساند. او نوشته‌های بسیاری از آیین‌های تشرف در قوم وندا و موسیقی و نیز ارتباط بین الگوهای موسیقی و فرهنگ دارد.

## زندگی‌نامه
او در ۲۲ اکتبر ۱۹۲۸ در کشور انگلستان به دنیا آمد و در کلیسای سالزبوری در مدرسه شربون تحصیل کرد و در همان‌جا نخستین آموزش‌های موسیقی خود را نیز فرا گرفت. در یک دوره اجبار نظامی، مأموریت خدمت در گارد کلد استریم (به انگلیسی: Cold Stream Guards) به او داده شد و از ۱۹۴۸ تا ۱۹۴۹ در مالایا بود.
بلکینگ در طی یک عملیات نظامی جنگلی و در بازدید از محل سکونت قبیله نشینان ساکی و سنویی در مالایا، زبان مالایایی را یادگرفت. این تجربیات علاوه بر برخوردهای دیگری که با مالایایی‌ها، چینی‌ها و هندی‌ها و فرهنگ آنها داشت، مسیر شخصیت اجتماعی و حرفه ای او را دگرگون کرد و او را به ارزیابی دوباره ای از فرهنگ خود و ارزش‌های آن واداشت.
در تابستان ۱۹۵۲ او در موزه انسان‌شناسی پاریس و زیر نظر آندره شفنر، موسیقی‌شناسی قومی را مطالعه کرد و در سال ۱۹۵۳با مدرک کارشناسی انسان‌شناسی اجتماعی فارغ‌التحصیل شد.
او در نوامبر ۱۹۵۳ به سمت مشاور دولت در میان بومی‌های مالایا برگزیده شد که پس از یک اختلاف نظر با ژنرال سر جرالد تمپلر از این مقام انصراف داد. از آن پس به برخی پژوهش‌های انسان شناسانه پرداخت، در مدرسه‌های متوسطه سنگاپور تدریس کرد و برای رادیوی مالایا برنامه‌های رادیویی اجرا کرد. در ژوئن ۱۹۵۴ برای آموزش پیانو به پاریس برگشت و پس از آن به عنوان موسیقی‌شناس قومی کتابخانه ملی موسیقی آفریقایی به جنوب آفریقا رفت.
در آفریقا با هوگ تریسی در سفرهایی برای ضبط موسیقی در زولولند و موزامبیک کار کرد و در کلکسیون کتابخانه ملی موسیقی آفریقایی به آوانگاری و تحلیل موسیقی پرداخت. در سال‌های ۱۹۵۶ و ۱۹۵۸ در میان قوم وندا در شمال ترانسوال پژوهش میدانی انجام داد و در سال ۱۹۵۹ در دانشگاه ویتواترزرند (به انگلیسی: Witwatersrand University) در ژوهانسبورگ به سمت استاد یاری انسان‌شناسی اجتماعی منصوب شد.
در سال ۱۹۶۵ بلکینگ مدرک دکتری دریافت کرد و در پایان همان سال به عنوان استاد و سرپرست گروه انسان‌شناسی اجتماعی دانشگاه ویتواترزرند برگزیده شد و استاد مهمان موسیقی آفریقایی در دانشگاه ماکِرِر در کامپالا آ نیز شد. او در سال ۱۹۶۶ به سمت ریاست برنامه مطالعات آفریقایی در دانشگاه ویتواترزرند منصوب شد و در پایان سال ۱۹۶۹ جنوب آفریقا را ترک کرد.
بلکینگ در سال ۱۹۷۰ به سمت استادی دانشگاه میشیگان غربی منصوب شد. او نخست در آنجا در سال ۱۹۷۱ انسان‌شناسی و موسیقی‌شناسی قومی تدریس می‌کرد.
در دو دهه آخر زندگی، بلکینگ در ایرلند شمالی ساکن بود و در دانشگاه کوئینز تدریس می‌کرد. او در سال ۱۹۹۰ در اثر ابتلا به بیماری سرطان از دنیا رفت.
تمام یادداشت‌ها و ضبط‌های میدانی او در آرشیو دانشگاه وسترن استرالیا نگه داری می‌شود.

## نظریات بلکینگ
نظریات بلکینگ در موسیقی‌شناسی قومی در چند زمینه مختلف قابل بررسی هستند:
به‌کارگیری رویکردهای انسان شناختی در مطالعه موسیقی (پیرو اندیشمندانی چون دیوید مک آلستر و آلن مریام)، طرح رویکردهای مختلف در پیوند یا بازتاب موسیقی در جامعه و بازتاب جامعه در موسیقی و همچنین بیان نظریات بنیادین در مورد مسئله تغییرات. روش مطالعاتی او مستقیماً بر با تفسیرهای ممکن از موسیقی در بطن و قالب یک فرهنگ بنا می‌شود.
برخی از ایده‌های او در زمینه مطالعات اجتماعی در موسیقی در کتاب انسان چگونه موسیقایی است (به انگلیسی :? How musial is man) مطرح شده‌اند. او در این کتاب سعی دارد نشان دهد که رفتارهای اجتماعی وابسته به موسیقی و شناخت ساختارهای وابسته به آنها، نسبت به عناصر صوتی جذابیت و شاید اهمیت بیشتری داشته باشند. این کتاب دومین اثر اوست و پس از آن در سال ۱۹۷۷ انسان‌شناسی بدن و در سال ۱۹۸۹ کتاب دیگری را با عنوان دیدگاه مشترک عقلانی در تمام موسیقی‌ها را منتشر می‌کند.
اثر دیگر بلکینگ به نام آوازهای کودکان وِندا (۱۹۶۷) از نخستین نوشته‌های او در زمینه شناخت موسیقی است. هرچند بعدها و به ویژه در زمان نگارش کتاب انسان چگونه موسیقایی است؟ در سال ۱۹۷۴ برخی نظرات خود در این کتاب را مورد انتقاد قرار می‌دهد.
او مقالات متعددی در زمینه‌های مختلف مربوط به موسیقی آفریقایی، سازها و فرهنگ مردمانی که در مورد آنها مطالعه می‌کرده و همچنین مسئله تغییرات نوشته‌است.